# Paul Schneider (attore)
Paul Schneider (Oakland, 16 marzo 1976) è un attore e regista statunitense.

## Biografia
Nato in California, debutta nel 2000 nel film indipendente George Washington del regista David Gordon Green e per lo stesso regista recita anche nel film del 2003 All the Real Girls. In seguito prende parte ai film Elizabethtown, La neve nel cuore, L'assassinio di Jesse James per mano del codardo Robert Ford e Lars e una ragazza tutta sua.
Nel 2008 debutta alla regia con il film indipendente Pretty Bird, presentato al Sundance Film Festival. Nel 2009 recita nei film di Sam Mendes American Life e Bright Star di Jane Campion,. Tra il 2009 e il 2010 fa parte del cast delle prime due stagioni della serie televisiva della NBC Parks and Recreation, nel ruolo di Mark Brendanawicz.
Nel 2014 è protagonista di Goodbye to All That, per cui vince il premio come miglior attore al Tribeca Film Festival.
Nel 2018 compare in un episodio della seconda stagione della serie TV statunitense American Crime Story, intitolata L'assassinio di Gianni Versace, dove interpreta Paul Beck, partner di lunga data di Donatella Versace.
Nel 2021 prende parte al film televisivo La casa nella palude.

## Filmografia

### Attore

#### Cinema
- George Washington, regia di David Gordon Green (2000)
- All the Real Girls, regia di David Gordon Green (2003)
- Elizabethtown, regia di Cameron Crowe (2005)
- La neve nel cuore (The Family Stone), regia di Thomas Bezucha (2005)
- L'assassinio di Jesse James per mano del codardo Robert Ford (The Assassination of Jesse James by the Coward Robert Ford), regia di Andrew Dominik (2007)
- Lars e una ragazza tutta sua (Lars and the Real Girl), regia di Craig Gillespie (2007)
- American Life (Away We Go),  regia di Sam Mendes (2009)
- Bright Star, regia di Jane Campion (2009)
- Come l'acqua per gli elefanti (Water for Elephants), regia di Francis Lawrence (2011)
- Les Bien-aimés, regia di Christophe Honoré (2011)
- I fiori della guerra (The Flowers of War), regia di Zhāng Yìmóu (2011)
- Provetta d'amore (The Babymakers), regia di Jay Chandrasekhar (2012)
- Hello Carter, regia di Anthony Wilcox (2013)
- Goodbye to All That, regia di Angus MacLachlan (2014)
- The Daughter, regia di Simon Stone (2015)
- Café Society, regia di Woody Allen (2016)
- L'eccezione alla regola (Rules Don't Apply), regia di Warren Beatty (2016)
- The Sound of Philadelphia, regia di Jeremie Guez (2020)

#### Televisione
- Camelot - Squadra emergenza (Third Watch) – serie TV, 3 episodi (2003)
- Parks and Recreation – serie TV, 30 episodi (2009-2010)
- The Newsroom – serie TV, 2 episodi (2012)
- The Divide – serie TV, 10 episodi (2014)
- Channel Zero – serie TV, 6 episodi (2016)
- Chance – serie TV, 4 episodi (2017)
- American Crime Story - serie TV, 1 episodio (2018)
- Loop (Tales from the Loop) – serie TV, 5 episodi (2020)
- La casa nella palude (A House on the Bayou), regia di Alex McAulay – film TV (2021)
- Florida Man- miniserie TV (2023)

### Regista
- Pretty Bird (2008)

### Sceneggiatore
- All the Real Girls, regia di David Gordon Green (2003)
- Pretty Bird, regia di Paul Schneider (2008)

## Doppiatori italiani
- Roberto Certomà in Parks and Recreation, L'eccezione alla regola
- Francesco Prando in Come l'acqua per gli elefanti, Provetta d'amore
- Luca Lionello in Elizabethtown
- Francesco Pezzulli in La neve nel cuore
- Fabio Boccanera in L'assassinio di Jesse James per mano del codardo Robert Ford
- Alessandro Quarta in Lars e una ragazza tutta sua
- Roberto Gammino in American Life
- Riccardo Niseem Onorato in Bright Star
- Alessandro Budroni in Café Society
- Lorenzo Scattorin in Loop
- Paolo De Santis in La casa nella palude